# Knudsker IF Fodbold
Knudsker Idrætsforening Fodbold (eller KIF Fodbold) er fodboldafdelingen af Knudsker Idrætsforening, der er hjemmehørende i det sydøstlige Rønne i Bornholm. Foreningen blev stiftet den 4. december 1963. Fodboldafdelingen er en medlem af DBU Bornholm og derigennem DBU og DIF. Fodboldafdelingen spiller hjemmekampe på Rønne Syd Stadion. Fodboldafdelingens førsteherrerhold spiller i Bornholmsserien, mens andetholdet spiller i Serie 2. Fodboldafdelingens førstekvindehold spiller i Bornholmsserien for kvinder.